# Panela

Panelas numa fogueira

Panelas são uma família de utensílios culinários consideradas por muitos como indispensáveis em qualquer cozinha. São geralmente de forma cilíndrica ou subesférica e normalmente têm uma tampa e uma ou duas pegas (cabos).  A palavra origina-se do latim medieval panna, contração de patina, vaso para cozinhar, e este do grego παιάνη (l.patera)   Alguns desses utensílios, são revestidos internamente de teflon, material, antiaderente e que suporta altas temperaturas.

## História

### História Antiga
Cerca de 500.000 a.C., com a descoberta do fogo, o Homo erectus passou a assar suas carnes de caça em espetos para se alimentarem. E nesse período, começaram a se alimentar de cereais, que precisavam de ser cozinhados para o consumo. Daí surgiu a necessidade de se ter um recipiente para portar os grãos, então passaram a utilizar carcaças de tartarugas e de grandes moluscos como recipientes para ir ao fogo.
Há 20.000 a.C., especula-se que o uso de vasos de cerâmicas permitiu o cozimento de alimentos em água fervente.
Por volta de 3.000 a.C., com o advento dos metais, começaram a surgir os protótipos de panelas como caldeirões.

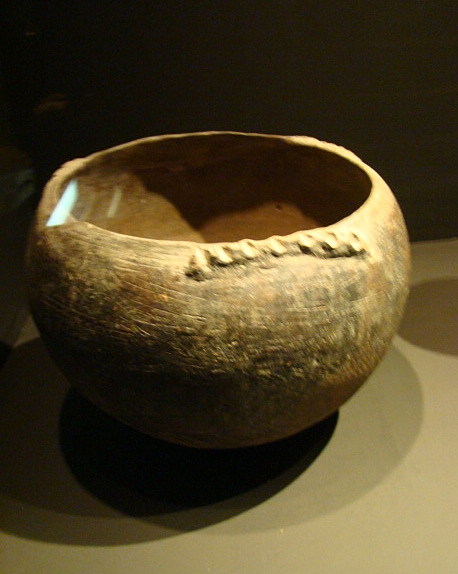
Panela de cerâmica.
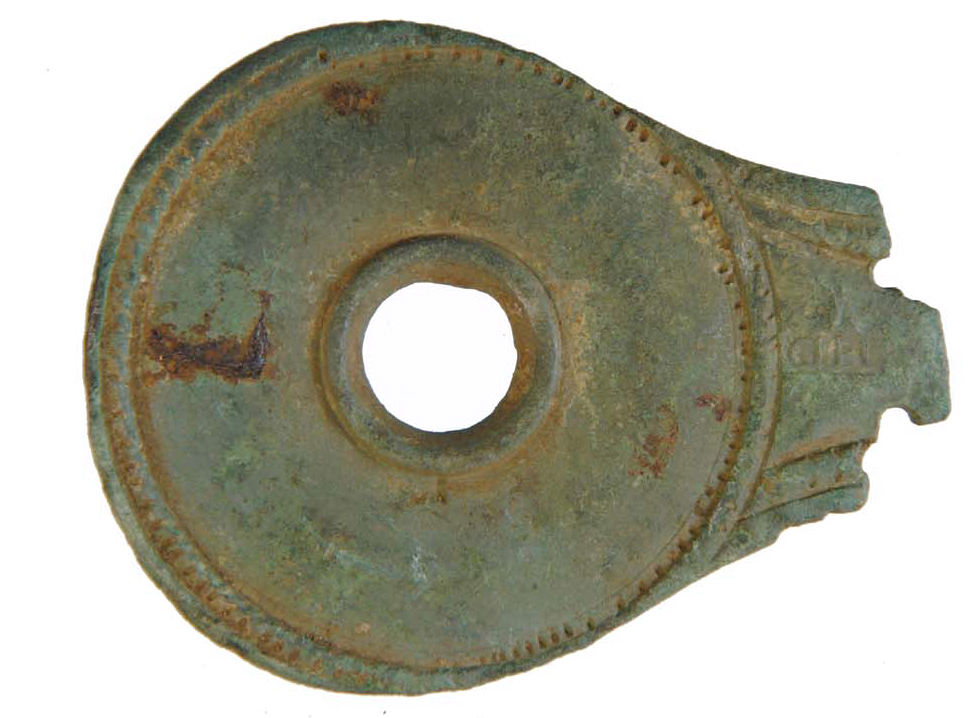
Imagem de um fragmento do cabo de uma panela romana.

### Idade média
No século XV, era comum se encontrar em uma culinária medieval europeia, caldeirões de ferro, uma panela de barro e um assador em forma de lança, que assava carnes e animais inteiros.

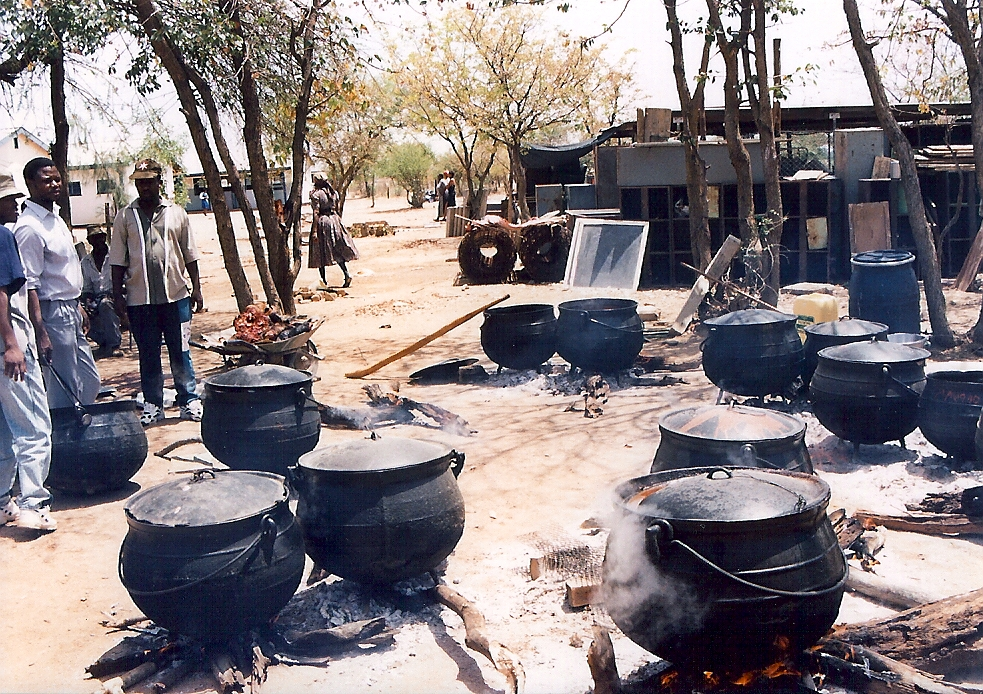
Imagem de caldeirões.
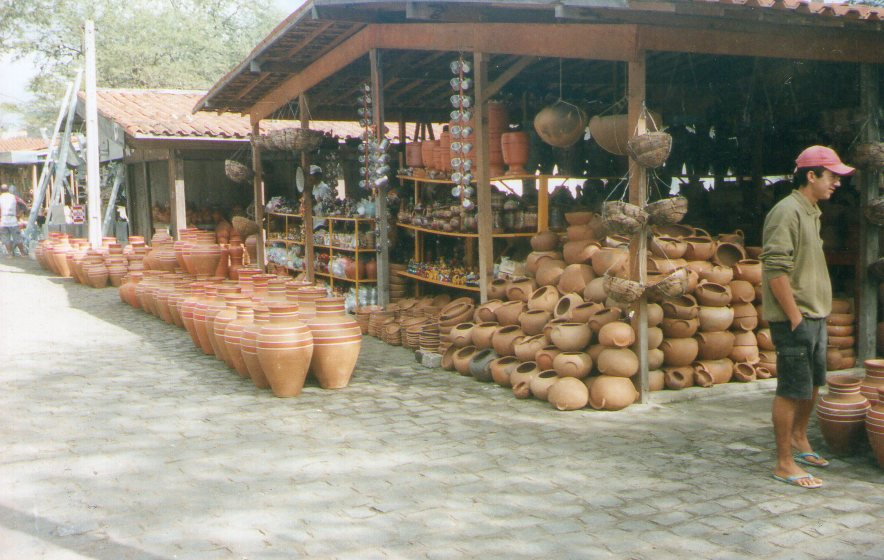
Imagem da feira de panelas de barro de Caruaru.

### Idade moderna
No século XVII, frigideiras, chaleiras e panelas começaram a aparecer nas casas. Nos Estados Unidos, comumente se utilizava ferro para sua criação. Já na Ásia, o cobre e o aço era mais comum.
Entre o século XIX e XX, o aço inoxidável e o alumínio tornaram viável a produção em massa de panelas, que ocorreu entre o século XX e o século XXI.

## Tipos de panela
- Panela com cabo;
- Frigideira, utilizada para grelhar, selar ou fritar alimentos;
- Caçarola, com alças laterais no lugar do cabo;
- Tachos (panelas mais largas que altas), estes podem ser de barro ou alumínio;
- Panela de pressão, utensílio culinário, usado normalmente para cozinhar mais rapidamente alguns tipos de alimentos;
- Caldeirão;
- Sauteuse, seu principal uso é para saltear alimentos;
- Wok, muito utilizada na culinária oriental;
- Panela portuguesa de ferro fundido, típica de Portugal parecida com um caldeirão;
- Cataplana típica do Algarve, utilizada para fazer cataplanas.

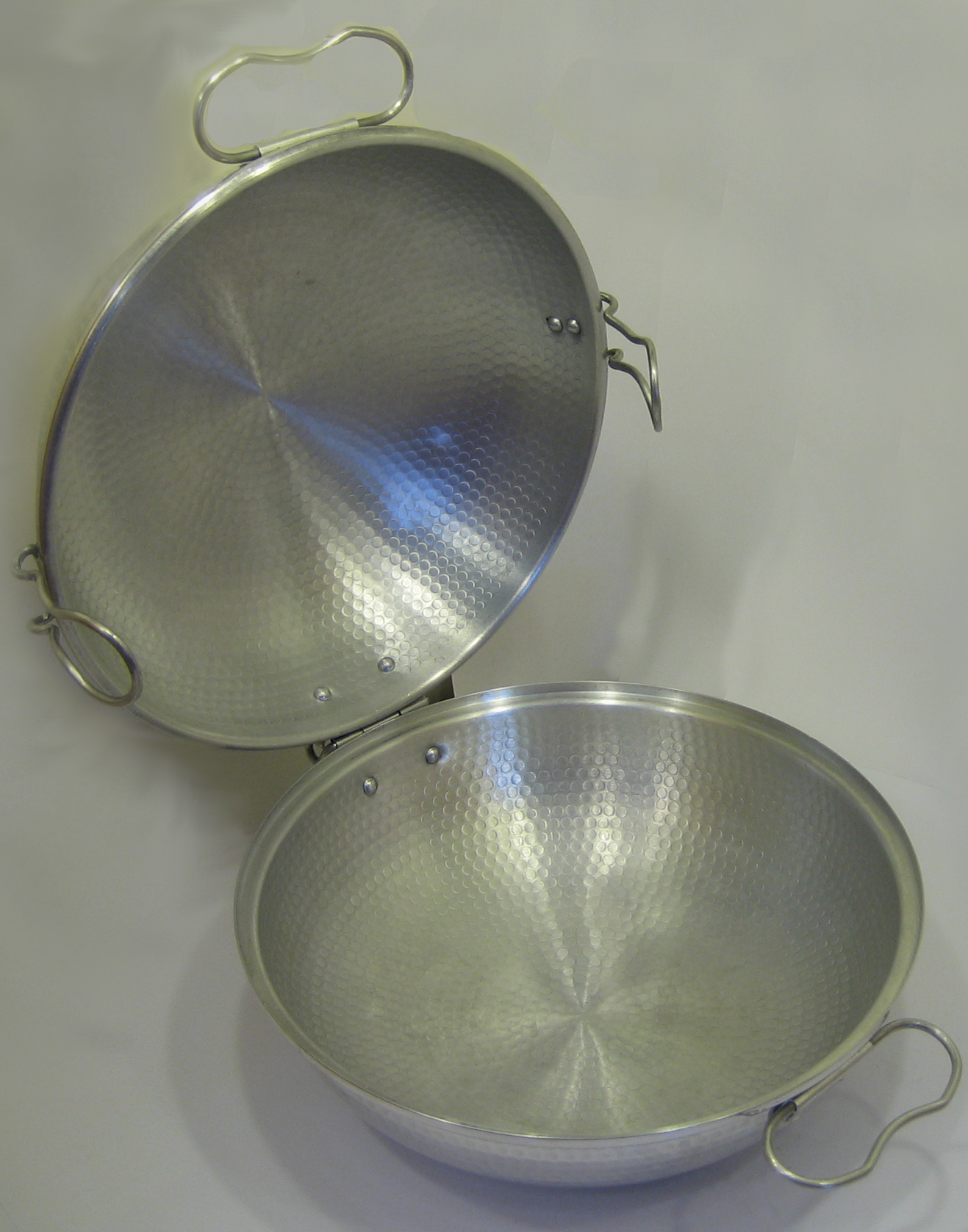
Cataplana.
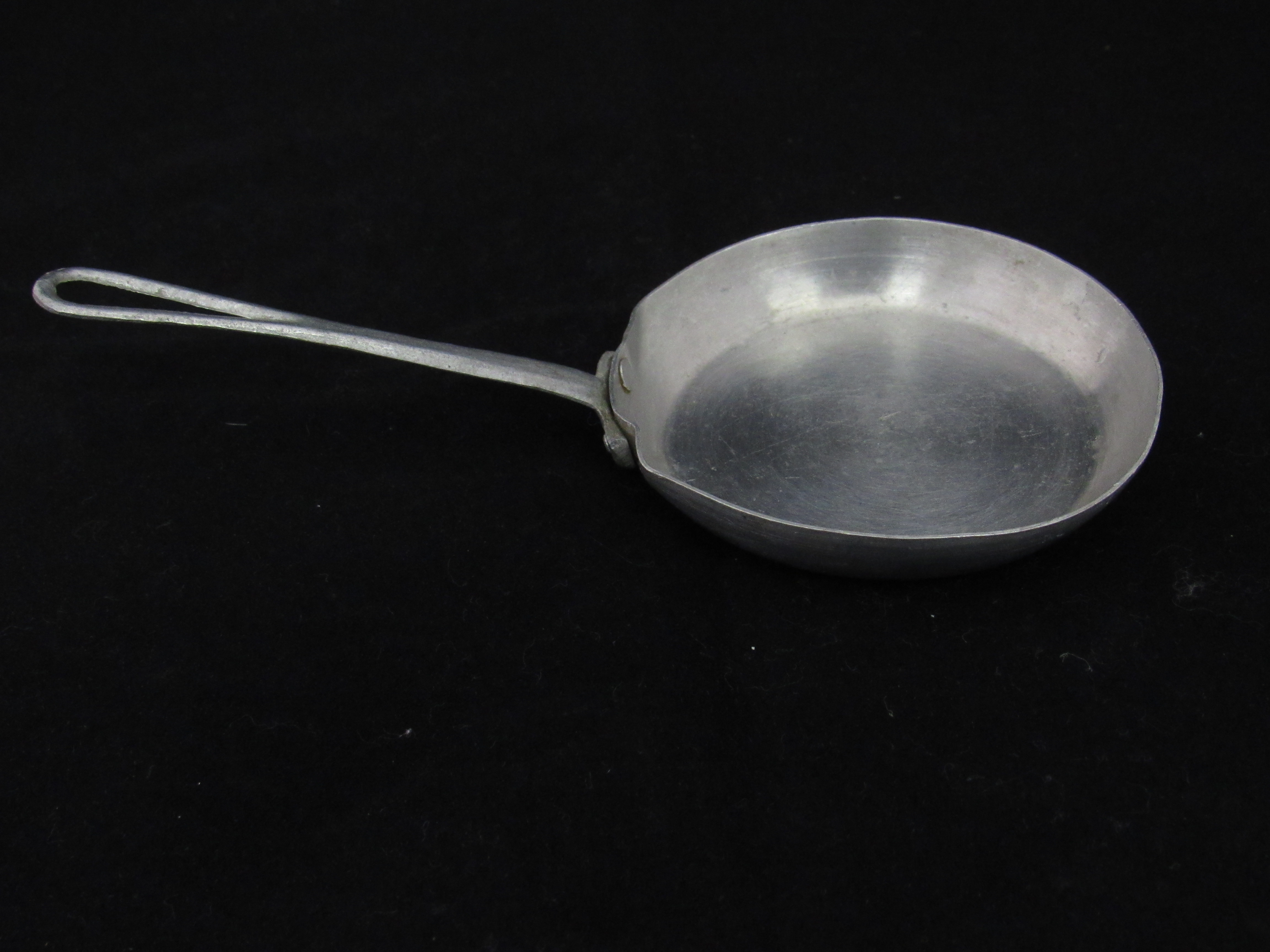
Frigideira.
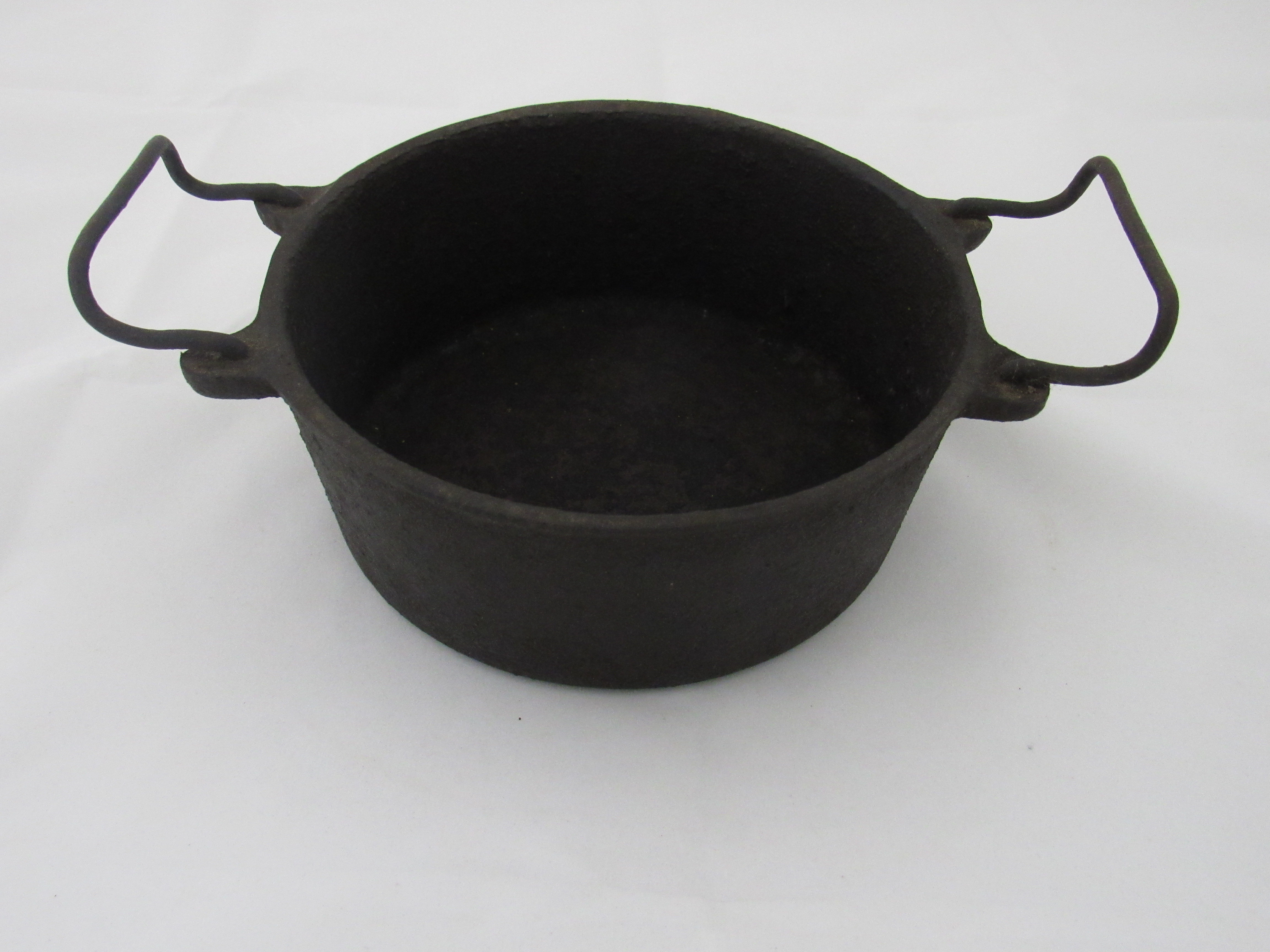
Caçarola.
- Panela de pressão.
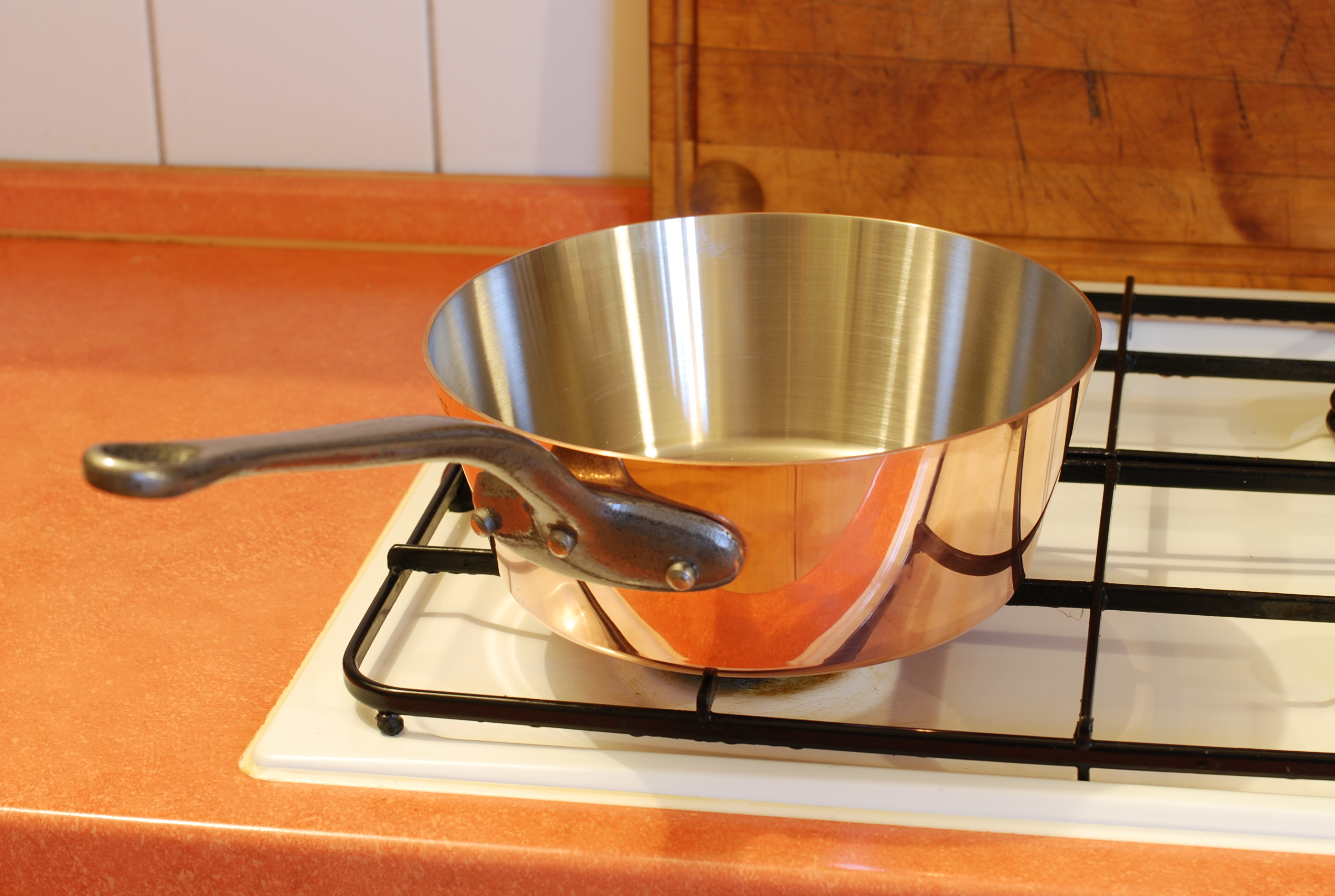
Sauteuse.
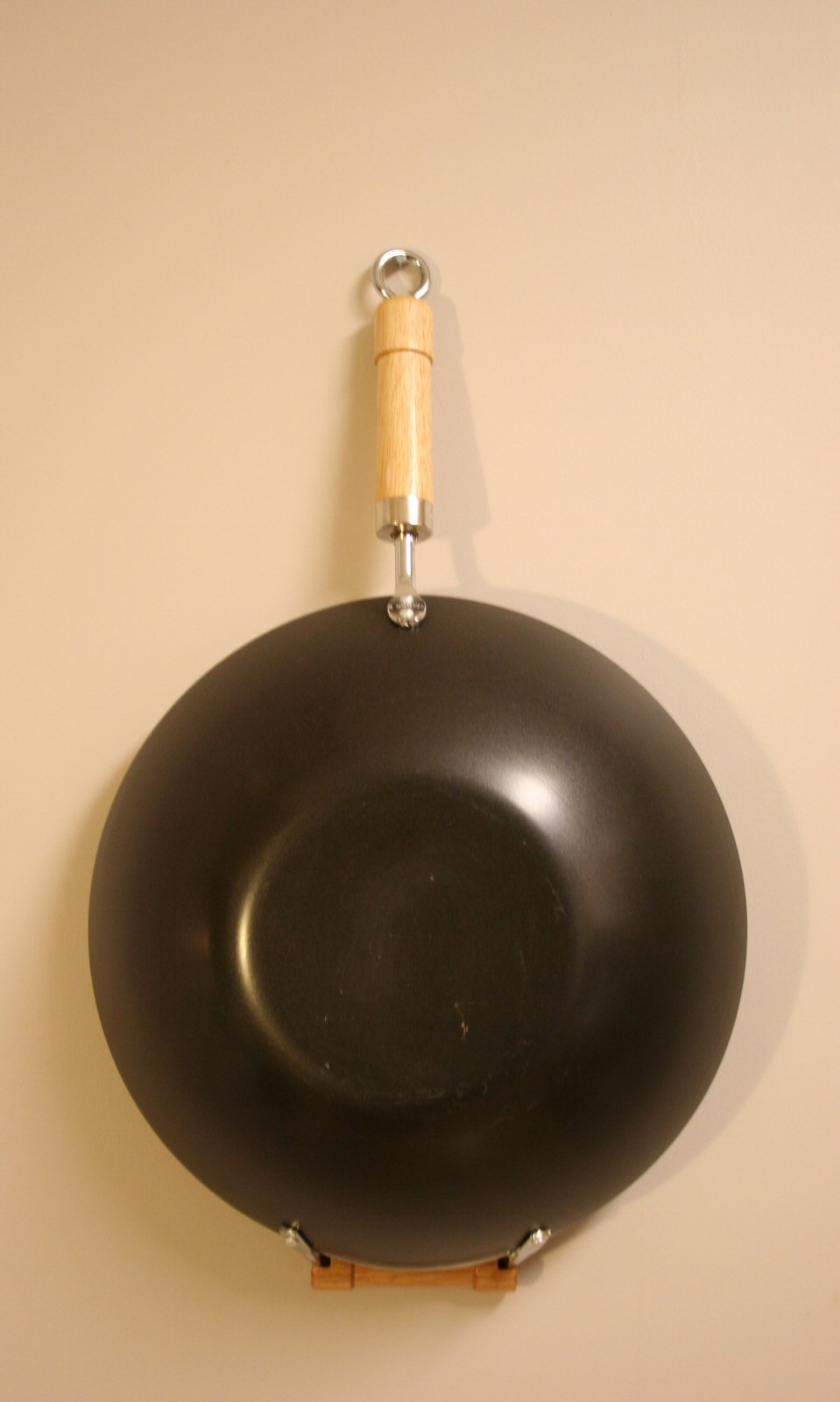
Wok.

### Principais materias

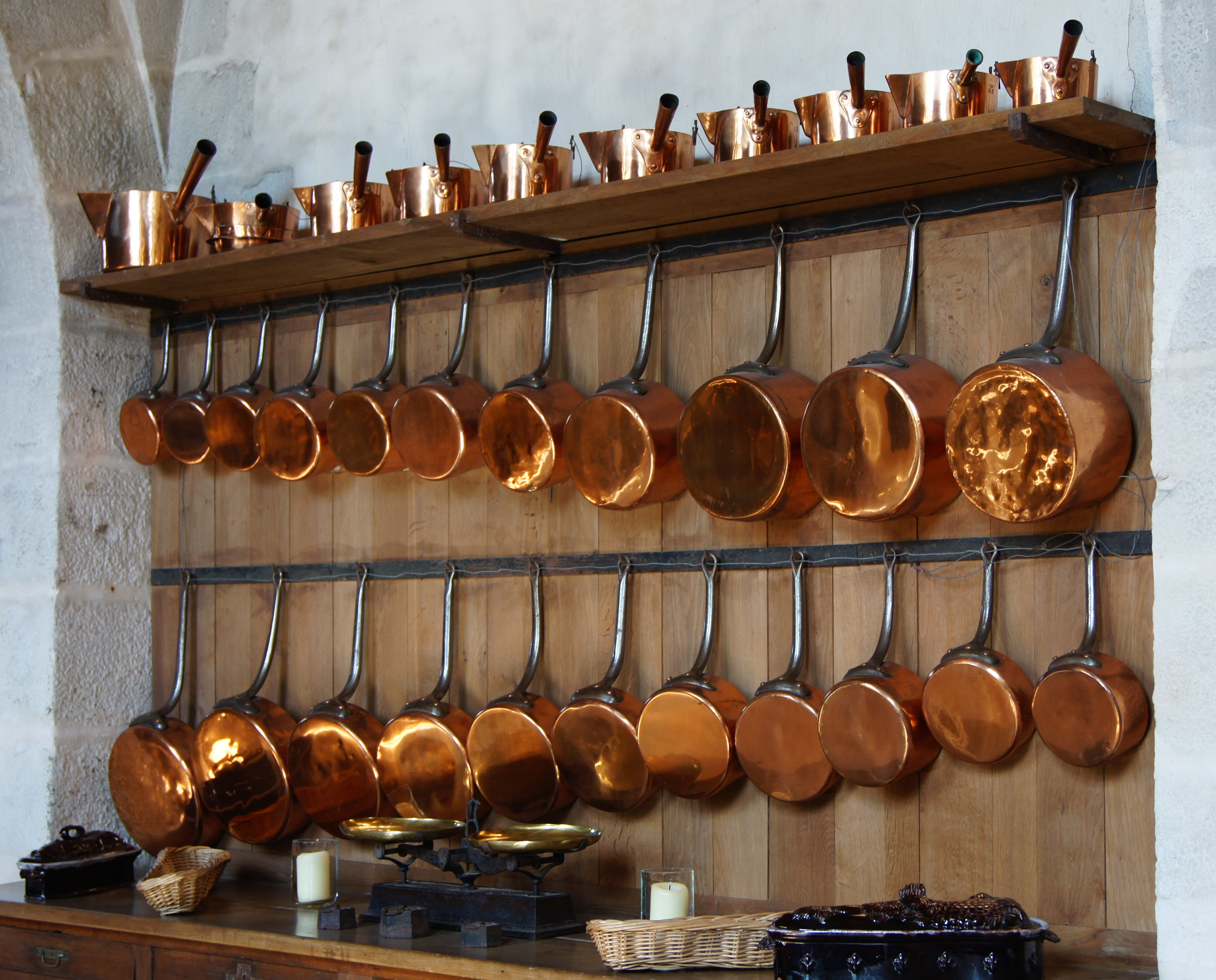
Panelas de cobre.

- Panela de Inox;
- Panela de cerâmica;
- Panela de Teflon;
- Panela de barro;
- Panela de alumínio;
- Panela de pedra;
- Panela de vidro;
- Panela de cobre

## Outros
- Por ter uma forma semelhante, chama-se também panela de escape à parte alargada do sistema de escape dos automóveis.
- Analogamente, é denominada no Brasil de panela a parte externa do conjunto de freios a tambor, essa expressão é mais usada no interior do país.
- Panelas de Alumínio fundido — são as mais comuns no mercado brasileiro, dividindo-se entre dois tipos, as finas (as mais comuns) e as grossas, feitas artesanalmente em quase todo o país.

## Galeria

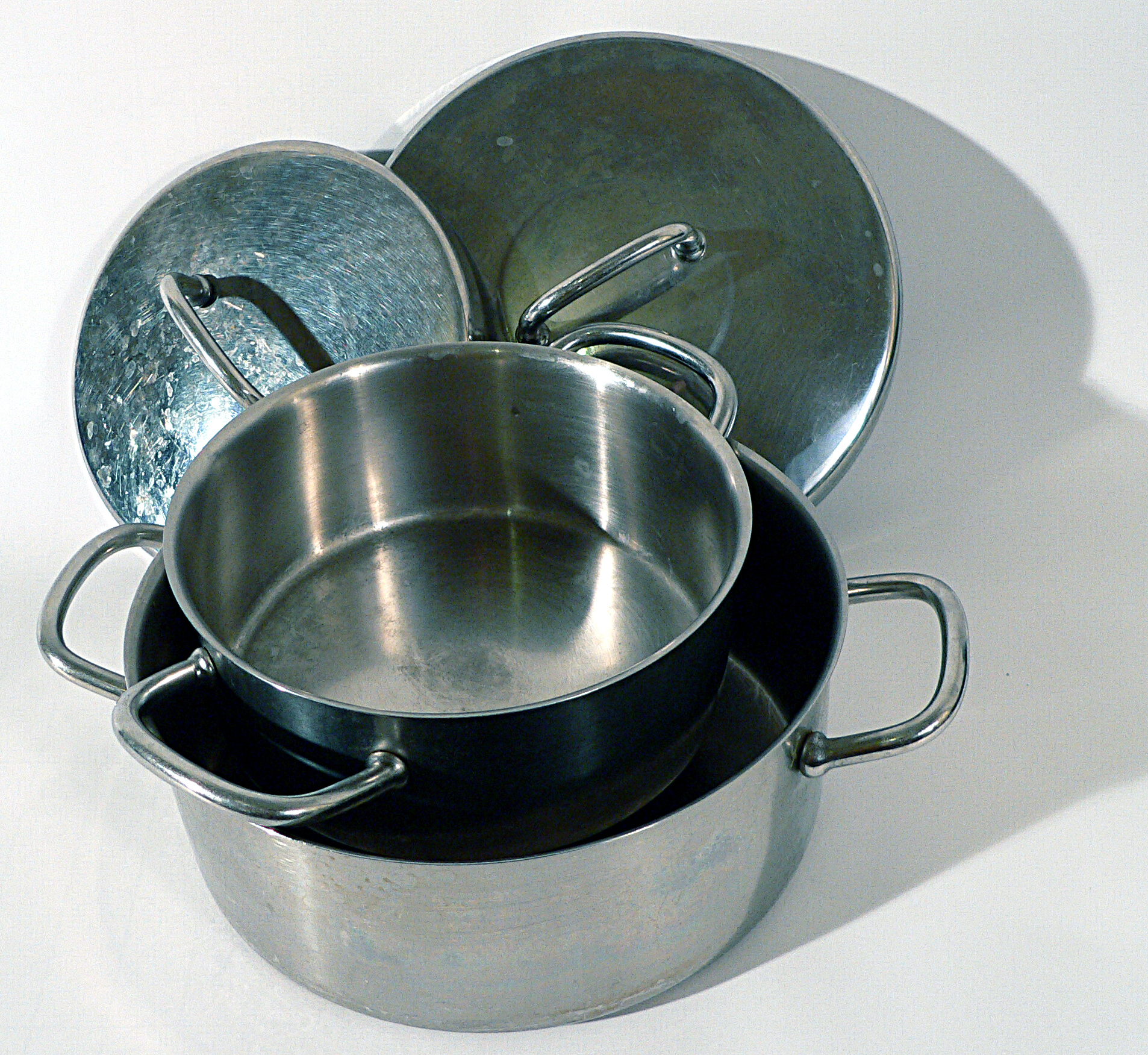
panelas de aço inox
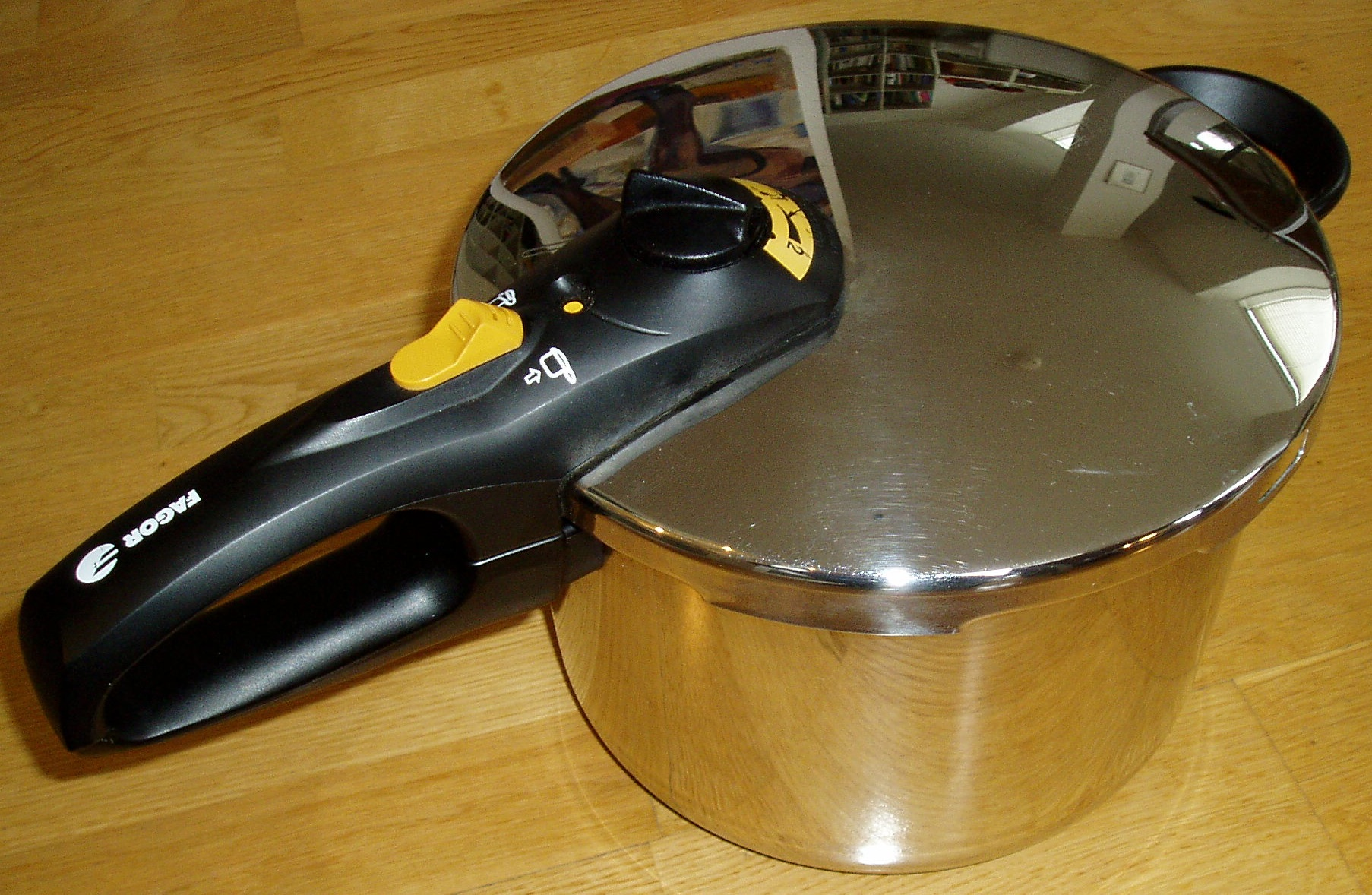
panela de pressão
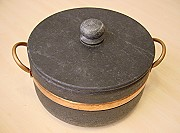
panela de pedra
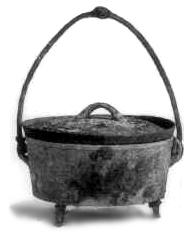
Panela de ferro (antiga)